# Blaue Jungs (1957)
Blaue Jungs ist ein 1957 produzierter westdeutscher Spielfilm von Wolfgang Schleif, der im April 1945 auf einem Hilfskreuzer der Kriegsmarine in der Südsee spielt und einen ungewöhnlichen, wenn nicht sogar skurrilen Genremix aus Kriegsfilm, Filmkomödie, Liebesfilm und Musikfilm darstellt. Die Hauptrollen sind mit Karlheinz Böhm, Claus Biederstaedt und Walter Giller besetzt.

## Handlung
Zweiter Weltkrieg, April 1945: In der Südsee kreuzt in der Nähe der Fidschi-Inseln der Hilfskreuzer Rheinstein der Kriegsmarine. An das Publikum gewandt, erzählt der Marineberichterstatter „Rolli“ Baltus, eigentlich Kunststudent, von der bisherigen erfolgreichen Kaperfahrt des Kreuzers, in deren Verlauf eine Reihe von alliierten Handelsschiffen versenkt, deren Besatzungen jedoch aufgenommen worden seien. Auch jetzt befinden sich gefangene Passagiere und Besatzungsmitglieder aus verschiedenen Ländern an Bord. Seit drei Monaten wurde kein Land mehr angelaufen, seit 18 Monaten ist die Rheinstein im Einsatz. Man ist 18.000 km von Deutschland entfernt.
Plötzlich wird der amerikanische Frachter Auckland gesichtet. Ein Prisenkommando geht an Bord und trifft auf Kapitän Tompson, der sich schon einmal als Kriegsgefangener an Bord der Rheinstein befand, aber an Bord eines neuseeländischen Schiffes wieder entlassen worden war. Er nimmt seine erneute Gefangennahme mit Humor; der Krieg sei ohnehin in drei Wochen zu Ende. Als er an Bord der Rheinstein kommt, wird er von Bordhund Topsie, der ihn wiedererkennt, freudig begrüßt.
Da der Destillierapparat der Rheinstein defekt ist und kein Trinkwasser mehr erzeugt werden kann, soll eine kleine Insel erkundet werden. Daher wird ein Landungskommando ausgesetzt, das aus „Rollie“, den Offizieren Romberg und Hanstein sowie dem Maat „Pepp“ Mumbauer, einem waschechten Bayern, besteht. Zur etwaigen Bekämpfung von Amerikanern erhält „Pepp“ ein MG 42. „Rolli“ ist mit dabei, um, wie er ironisch anmerkt, die Heldentaten des Trupps für den Nachwuchs zu dokumentieren. Kaum gelandet, erscheint ein US-amerikanisches Kriegsschiff auf der Bildfläche, sodass die Rheinstein umgehend die Insel verlassen muss und das Landungskommando vorerst auf sich gestellt ist.
Auf der Insel treffen die deutschen Marinesoldaten auf Eingeborene, die von einem Häuptling regiert werden, und den Schweizer Kunstmaler Carlos Brugger, der dort seit Jahrzehnten lebt. Brugger ist über das Auftauchen der Deutschen verblüfft und fragt, ob sie sich noch in dem Krieg befinden, der vor fünf Jahren begonnen hatte oder ob es schon wieder ein neuer ist. Seine einheimische Stieftochter Rarahu spricht fließend Deutsch. Prompt verlieben sich Oberleutnant Romberg und Kapitänleutnant Hanstein in Rarahu, was zu gewissen Spannungen zwischen den beiden Freunden führt, zumal Hanstein Romberg schon einmal eine Freundin in Kiel „ausgespannt“ hatte. Aber auch der Häuptlingssohn Timbal ist in Rarahu verliebt und aufgrund der Annäherungsversuche der beiden deutschen Offiziere eifersüchtig. Doch letztendlich entschließt sich Rarahu mit Hanstein eine Ehe einzugehen und will mit ihm nach Deutschland reisen. Ein Versuch Timbals, die beiden Deutschen durch Anlocken eines Haifisches auszuschalten, scheitert.
Schließlich kehrt die Rheinstein zur Insel zurück, um den Landungstrupp wieder aufzunehmen, als sich plötzlich ein amerikanischer Flottenverband nähert. Aus menschlichen Gründen lehnt Korvettenkapitän Harkort es ab ein Gefecht zu führen, da er das Leben der an Bord befindlichen Kriegsgefangenen, von denen viele Frauen und Kinder sind, nicht gefährden will. Bei der Kontaktaufnahme zu den Amerikanern stellt sich heraus, dass Deutschland kapituliert hat und der Krieg in Europa beendet ist. Daraufhin wird auch auf der Rheinstein die Reichskriegsflagge niedergeholt. Ein amerikanisches Boot fährt auf die Insel und klärt den Landungstrupp über die neue Lage auf.
Brugger hat sich dazu entschlossen, nach Europa zurückzukehren. Rarahu jedoch hat zwischenzeitlich zufällig entdeckt, dass Hanstein mit einer Frau namens Dagmar verlobt ist und entscheidet sich dafür, auf der Insel zu bleiben. Im letzten Moment springt Brugger vom amerikanischen Boot in die See, um auf die Insel zurückzukehren, die ihn nicht loslässt. Während die Rheinstein in den Sonnenuntergang steuert, sieht Rarahu, unter einer Kokospalme stehend, dem Schiff hinterher.

## Produktionsnotizen
Die Dreharbeiten in Eastmancolor und Agfacolor fanden auf Tahiti in Französisch-Polynesien und in Berlin-Tempelhof statt. Populär wurde das von Lolita interpretierte Lied Der weiße Mond von Maratonga. Die Uraufführung des Films fand am 5. September 1957 im Stuttgarter Kino Universum statt. Der Film kam außerdem in Österreich unter dem Titel Matrosenliebe Ahoi!!, Dänemark (Somaend pa eventyr), Finnland (Aurinkosaaren vangit), Frankreich (Rarahu, fleur des îles, alternativ Rendezvous à Tahiti), Griechenland (To rodon tis Havais), Italien (Gli amanti del Pacifico) und Mexiko (Amor en Tahiti) zur Aufführung. Der Filmtitel leitet sich von einem populären Begriff für Marinesoldaten ab. Hans Stüwe gab hier seine Abschiedsvorstellung vom Film.

## Filmmusik
Im Film wurden folgende Lieder eingesetzt:
- Blaue Jungs (Chor)
- Ich komm zu Dir zurück (Walter Giller)
- Der weiße Mond von Maratonga (Lolita)

Musikalisch begleitet wurde der Film vom RIAS Tanzorchester, den „Moonlights“ und dem Lucas Trio.

## Historischer Hintergrund
Als historischer Hintergrund für die Filmhandlung dienten offenbar die Operationen des Fernost-Verbands der Kriegsmarine.

## Kritik
„… Die Inselromantik scheint trotz der Südsee-Reise der Berliner Filmleute nicht in Tahiti, sondern in Tempelhof eingefangen worden zu sein.“

Wir hätten allen blauen Jungs (zumal jenen Zahllosen, die höchst ruhmlos auf der blauen See geblieben sind) einmal einen solchen erholsamen Breitwand-Ausflug auf eine Südseeinsel gewünscht … Hier ist die vorübergehende Aussetzung eines Landungstrupps des deutschen Hilfskreuzers „Rheinstein“ nachträglich Anlaß, die Ausgebooteten einmal abendfüllende Südseeromantik erleben zu lassen. Da gibt es schmachtvolle Liebeleien bei immerwährendem Singsang unter Palmen zu gleich fünf deutschen „Südseeschlagern“ von Fini Busch: Da geistert ein Schweizer Robinson mit Leidensbart durch den Busch und ergeht sich in düsteren Sprüchen über das prosaische Ende der letzten Paradiese. Da bedrohen ein eifersüchtiger Häuptling und gierige Haie die bonbonfarbenen Idylle, bis das graue Kriegsende einen Vorhang vor diese falsche Filmromanze zieht. Karl-Heinz Böhm, Claus Biederstädt, Walter Giller und weitere bewährte Darsteller suchen diesem allzu leicht geschürzten Abenteuer vergebens glaubhaftes Leben einzuhauchen.
Hamburger Abendblatt vom 16. Oktober 1957

## Überlieferung
Im Oktober 2017 wurde von der Edel SE eine DVD-Edition veröffentlicht.